# شهرستان گلستان (ازبکستان)
ناحیهٔ گلستان (به ازبکی: Gulistan District) یک ناحیه در ازبکستان است.
ناحیهٔ گلستان در سال ۱۹۵۲ میلادی بنانهاده شد.این ناحیه در ولایت سیردریا واقع شده‌است. ناحیه گلستان ۳۵۰ کیلومتر مربع مساحت و ۵۰٬۱۰۰ نفر جمعیت دارد.